# Grand Prix Formule 1 van Groot-Brittannië 2017
De Grand Prix Formule 1 van Groot-Brittannië 2017 werd gehouden op 16 juli op Silverstone. Het was de tiende race van het kampioenschap.

## Vrije trainingen

### Uitslagen
- Er wordt enkel de top-5 weergegeven.

| Vrije training 1 | Pos | No | Coureur          | Constructeur       | Tijd     |
| ---------------- | --- | -- | ---------------- | ------------------ | -------- |
| Vrije training 1 | 1   | 77 | Valtteri Bottas  | Mercedes           | 1:29.106 |
| Vrije training 1 | 2   | 44 | Lewis Hamilton   | Mercedes           | 1:29.184 |
| Vrije training 1 | 3   | 33 | Max Verstappen   | Red Bull-TAG Heuer | 1:29.604 |
| Vrije training 1 | 4   | 3  | Daniel Ricciardo | Red Bull-TAG Heuer | 1:29.942 |
| Vrije training 1 | 5   | 7  | Kimi Räikkönen   | Ferrari            | 1:30.137 |
| Vrije training 2 | Pos | No | Coureur          | Constructeur       | Tijd     |
| Vrije training 2 | 1   | 77 | Valtteri Bottas  | Mercedes           | 1:28.496 |
| Vrije training 2 | 2   | 44 | Lewis Hamilton   | Mercedes           | 1:28.543 |
| Vrije training 2 | 3   | 7  | Kimi Räikkönen   | Ferrari            | 1:28.828 |
| Vrije training 2 | 4   | 5  | Sebastian Vettel | Ferrari            | 1:28.956 |
| Vrije training 2 | 5   | 33 | Max Verstappen   | Red Bull-TAG Heuer | 1:29.098 |
| Vrije training 3 | Pos | No | Coureur          | Constructeur       | Tijd     |
| Vrije training 3 | 1   | 44 | Lewis Hamilton   | Mercedes           | 1:28.063 |
| Vrije training 3 | 2   | 5  | Sebastian Vettel | Ferrari            | 1:28.095 |
| Vrije training 3 | 3   | 77 | Valtteri Bottas  | Mercedes           | 1:28.137 |
| Vrije training 3 | 4   | 7  | Kimi Räikkönen   | Ferrari            | 1:28.732 |
| Vrije training 3 | 5   | 27 | Nico Hülkenberg  | Renault            | 1:29.480 |

Testcoureurs in vrije training 1:
 Antonio Giovinazzi (Haas-Ferrari)

## Kwalificatie
Lewis Hamilton behaalde voor Mercedes zijn zesde pole position van het seizoen. De Ferrari-coureurs Kimi Räikkönen en Sebastian Vettel kwalificeerden zich respectievelijk als tweede en derde, voor de Mercedes van Valtteri Bottas. Bottas kreeg echter na afloop van de kwalificatie een straf van vijf startplaatsen omdat hij zijn versnellingsbak moest vervangen en start de race als negende. Red Bull-coureur Max Verstappen zette de vijfde tijd neer, voor de Renault van Nico Hülkenberg en het Force India-duo Sergio Pérez en Esteban Ocon. De top 10 werd afgesloten door de verrassend snelle McLaren van Stoffel Vandoorne en de Haas van Romain Grosjean.
Naast Bottas kreeg ook Red Bull-coureur Daniel Ricciardo een straf van vijf startplaatsen voor het vervangen van zijn versnellingsbak. Daar Ricciardo tijdens het eerste deel van de kwalificatie een rode vlag-situatie veroorzaakte doordat hij stilviel met een kapotte turbo, kwalificeerde hij zich op de laatste plaats en hoeft hij geen plaatsen in te leveren. Daarnaast kreeg hij nog een straf van tien startplaatsen omdat hij een onderdeel van zijn motor wisselde. McLaren-coureur Fernando Alonso kreeg een straf van dertig startplaatsen omdat hij meerdere onderdelen van zijn motor moest wisselen.

### Kwalificatie-uitslag
| Pos                 | No | Coureur           | Constructeur         | Q1       | Q2       | Q3       | Grid |
| ------------------- | -- | ----------------- | -------------------- | -------- | -------- | -------- | ---- |
| 1                   | 44 | Lewis Hamilton    | Mercedes             | 1:39.069 | 1:27.893 | 1:26.600 | 1    |
| 2                   | 7  | Kimi Räikkönen    | Ferrari              | 1:40.455 | 1:28.992 | 1:27.147 | 2    |
| 3                   | 5  | Sebastian Vettel  | Ferrari              | 1:39.962 | 1:28.978 | 1:27.356 | 3    |
| 4                   | 77 | Valtteri Bottas   | Mercedes             | 1:39.698 | 1:28.732 | 1:27.376 | 9    |
| 5                   | 33 | Max Verstappen    | Red Bull-TAG Heuer   | 1:38.912 | 1:29.431 | 1:28.130 | 4    |
| 6                   | 27 | Nico Hülkenberg   | Renault              | 1:39.201 | 1:29.340 | 1:28.856 | 5    |
| 7                   | 11 | Sergio Pérez      | Force India-Mercedes | 1:42.009 | 1:29.824 | 1:28.902 | 6    |
| 8                   | 31 | Esteban Ocon      | Force India-Mercedes | 1:39.738 | 1:29.701 | 1:29.074 | 7    |
| 9                   | 2  | Stoffel Vandoorne | McLaren-Honda        | 1:40.011 | 1:30.105 | 1:29.418 | 8    |
| 10                  | 8  | Romain Grosjean   | Haas-Ferrari         | 1:42.042 | 1:29.966 | 1:29.549 | 10   |
| 11                  | 30 | Jolyon Palmer     | Renault              | 1:41.404 | 1:30.193 |          | 11   |
| 12                  | 26 | Daniil Kvjat      | Toro Rosso           | 1:41.726 | 1:30.355 |          | 12   |
| 13                  | 14 | Fernando Alonso   | McLaren-Honda        | 1:37.598 | 1:30.600 |          | 20   |
| 14                  | 55 | Carlos Sainz jr.  | Toro Rosso           | 1:41.114 | 1:31.368 |          | 13   |
| 15                  | 19 | Felipe Massa      | Williams-Mercedes    | 1:41.874 | 1:31.482 |          | 14   |
| 16                  | 18 | Lance Stroll      | Williams-Mercedes    | 1:42.573 |          |          | 15   |
| 17                  | 20 | Kevin Magnussen   | Haas-Ferrari         | 1:42.577 |          |          | 16   |
| 18                  | 94 | Pascal Wehrlein   | Sauber-Ferrari       | 1:42.593 |          |          | 17   |
| 19                  | 9  | Marcus Ericsson   | Sauber-Ferrari       | 1:42.633 |          |          | 18   |
| 20                  | 3  | Daniel Ricciardo  | Red Bull-TAG Heuer   | 1:42.966 |          |          | 19   |
| 107% tijd: 1:44.429 |    |                   |                      |          |          |          |      |

## Wedstrijd
De race werd gewonnen door Lewis Hamilton, die zijn vierde zege van het seizoen behaalde en voor de vierde achtereenvolgende keer zijn thuisrace wist te winnen. Valtteri Bottas eindigde op de tweede plaats nadat Kimi Räikkönen, die derde werd, twee ronden voor het eind van de race een lekke band kreeg en een extra pitstop moest maken. Max Verstappen eindigde op de vierde plaats, voor Daniel Ricciardo, die in de slotfase Nico Hülkenberg voorbij ging. Sebastian Vettel kreeg, net als zijn teamgenoot Räikkönen, een lekke band, waardoor hij een extra pitstop moest maken en van de vierde plaats terugviel naar de zevende positie. Esteban Ocon en Sergio Pérez werden voor Force India achtste en negende, terwijl Williams-coureur Felipe Massa de top 10 afsloot.

### Race-uitslag
| Pos. | No. | Coureur           | Constructeur         | Rondes | Tijd/Oorzaak uitval | Grid | Punten |
| ---- | --- | ----------------- | -------------------- | ------ | ------------------- | ---- | ------ |
| 1    | 44  | Lewis Hamilton    | Mercedes             | 51     | 1:21:27.430         | 1    | 25     |
| 2    | 77  | Valtteri Bottas   | Mercedes             | 51     | +14.063             | 9    | 18     |
| 3    | 7   | Kimi Räikkönen    | Ferrari              | 51     | +36.570             | 2    | 15     |
| 4    | 33  | Max Verstappen    | Red Bull-TAG Heuer   | 51     | +52.125             | 4    | 12     |
| 5    | 3   | Daniel Ricciardo  | Red Bull-TAG Heuer   | 51     | +1:05.955           | 19   | 10     |
| 6    | 27  | Nico Hülkenberg   | Renault              | 51     | +1:08.109           | 5    | 8      |
| 7    | 5   | Sebastian Vettel  | Ferrari              | 51     | +1:33.989           | 3    | 6      |
| 8    | 31  | Esteban Ocon      | Force India-Mercedes | 50     | +1 ronde            | 7    | 4      |
| 9    | 11  | Sergio Pérez      | Force India-Mercedes | 50     | +1 ronde            | 6    | 2      |
| 10   | 19  | Felipe Massa      | Williams-Mercedes    | 50     | +1 ronde            | 14   | 1      |
| 11   | 2   | Stoffel Vandoorne | McLaren-Honda        | 50     | +1 ronde            | 8    |        |
| 12   | 20  | Kevin Magnussen   | Haas-Ferrari         | 50     | +1 ronde            | 16   |        |
| 13   | 8   | Romain Grosjean   | Haas-Ferrari         | 50     | +1 ronde            | 10   |        |
| 14   | 9   | Marcus Ericsson   | Sauber-Ferrari       | 50     | +1 ronde            | 18   |        |
| 15   | 26  | Daniil Kvjat      | Toro Rosso           | 50     | +1 ronde            | 12   |        |
| 16   | 18  | Lance Stroll      | Williams-Mercedes    | 50     | +1 ronde            | 15   |        |
| 17   | 94  | Pascal Wehrlein   | Sauber-Ferrari       | 50     | +1 ronde            | 17   |        |
| DNF  | 14  | Fernando Alonso   | McLaren-Honda        | 32     | Motor               | 20   |        |
| DNF  | 55  | Carlos Sainz jr.  | Toro Rosso           | 0      | Ongeluk             | 13   |        |
| DNS  | 30  | Jolyon Palmer     | Renault              | 0      | Motor               | 11   |        |

## Tussenstanden wereldkampioenschap
Betreft tussenstanden voor het wereldkampioenschap na afloop van de race.

### Coureurs
| Positie | No. | Rijder           | Team                 | Punten |
| ------- | --- | ---------------- | -------------------- | ------ |
| 01      | 5   | Sebastian Vettel | Ferrari              | 177    |
| 02      | 44  | Lewis Hamilton   | Mercedes             | 176    |
| 03      | 77  | Valtteri Bottas  | Mercedes             | 154    |
| 04      | 3   | Daniel Ricciardo | Red Bull-TAG Heuer   | 117    |
| 05      | 7   | Kimi Räikkönen   | Ferrari              | 98     |
| 06      | 33  | Max Verstappen   | Red Bull-TAG Heuer   | 57     |
| 07      | 11  | Sergio Pérez     | Force India-Mercedes | 52     |
| 08      | 31  | Esteban Ocon     | Force India-Mercedes | 43     |
| 09      | 55  | Carlos Sainz jr. | Toro Rosso           | 29     |
| 10      | 27  | Nico Hülkenberg  | Renault              | 26     |

### Constructeurs
| Positie | Team                 | Punten |
| ------- | -------------------- | ------ |
| 01      | Mercedes             | 330    |
| 02      | Ferrari              | 275    |
| 03      | Red Bull-TAG Heuer   | 174    |
| 04      | Force India-Mercedes | 95     |
| 05      | Williams-Mercedes    | 41     |
| 06      | Toro Rosso           | 33     |
| 07      | Haas-Ferrari         | 29     |
| 08      | Renault              | 26     |
| 09      | Sauber-Ferrari       | 5      |
| 10      | McLaren-Honda        | 2      |